# 27 украденных поцелуев
«27 украденных поцелуев» или «Лето моих 27 поцелуев» (англ. 27 Missing Kisses) — художественный фильм 2000 года режиссёра Наны Джорджадзе.

## Сюжет
Однажды летом в сонный грузинский городок приезжает 14-летняя Сибилла (Нуца Куханидзе) со своей тёткой Мартой — ей суждено навсегда изменить жизнь его обитателей. Сибилла влюбляется в 41-летнего вдовца — сторожа старой обсерватории Александра (Евгений Сидихин), сын которого — также 14-летний Микки (Шалва Иашвили) — влюбляется в Сибиллу. Александр старается не замечать происходящего вокруг. История приближается к драматической развязке как раз в тот момент, когда в город приезжает старый французский капитан (Пьер Ришар) в поисках моря…

## В ролях
| Актёр               | Роль                |
| ------------------- | ------------------- |
| Шалва Яшвили        | Микки               |
| Нуца Кухианидзе     | Сибилла             |
| Амалия Мордвинова   | Вероника            |
| Евгений Сидихин     | Александр           |
| Пьер Ришар          | французский капитан |
| Зураб Кипшидзе      | учитель             |
| Баадур Цуладзе      | дедушка друга Микки |
| Нино Коберидзе      | Марта               |
| Римма Маркова       | Мать Вероники       |
| Леван Учанейшвили   | Петр                |
| Давид Гогибедашвили | Дефи Гогибедашвили  |
| Элгуджа Бурдули     | директор школы      |